# 完顏斡者
完颜斡者（?—?），为金朝宗室，金世祖劾里鉢的儿子。母亲徒单氏。
为金太祖、金太宗的异母弟，卫王完顏斡賽的同母弟。在金国建立之前已死。天会十五年（1137年），金熙宗大封宗室，追封完颜斡者为鲁王，正隆年间例改封鲁公。子完顏神土懣，担任骠骑卫上将军。孙子完顏璋本名胡麻愈。

## 資料
- 《金史》卷六十五 列传第三